# 마법신화 라그나로크
《마법신화 라그나로크》(영어: Ragnarok the Animation, 일본어: ラグナロク ジ アニメーション)는 대한민국의 지앤지엔터테인먼트와 일본의 곤조가 제작한 애니메이션이다. 2004년에 방송되었으며, 일본에선 TV 도쿄, 대한민국에선 SBS와 투니버스를 통해 방영되었다.

## 등장인물

### 주인공 파티
로안(ロアン, Roan)
성우 - 사카구치 다이스케 / 김영선
유파(ユーファ, Yufa)
성우 - 미즈키 나나 / 문선희
마야(マーヤ, Maya)
성우 - 모모이 하루코 / 박선영
포이포이(ポイポイ, Poy-poy)
성우 - 타키모토 후지코 / 송덕희
타키우스(캐서린)(タキウス(キャスリン, Takius / Catherine)
성우 - 히사카와 아야 / 안경진
쥬디아(ジュディア, Judia)
성우 - 아라카와 미나코 / 문지현
이루가(イルガ, Iruga)
성우 - 나카이 카즈야、타키모토 후지코(유소기)（幼少期） / 성완경

### 모험자 및 지원자
티스(ティス, Teiss)
성우 - 유키노 사츠키
라이(ライ)
성우 - 우에다 유지
린(リン)
성우 - 코바야시 유우
사치(サチ) / 리사(リサ)
성우 - 키무라 미사 / 우에다 카나, 안경진(사치) / 문지현(리사)
ローグの姉御
성우 - 마루타 마리
デブシーフ
성우 - 사쿠라이 토시하루
ガリガリブラックスミス
성우 - 치바 잇신
カプラサービス（ディフォルテ、テーリング、ソリン、ビニット、グラリス、W（ダブリュー））
성우 - 나미키 노리코
メロプシュム（クルセイダー / アーチャー / モンク）
성우 - 오치아이 루미

### 몬스터
앨리스
성우 - 나카지마 사키 / 송덕희
바포메트
성우 - 무기 히토 / 서문석
바포메트 Jr.
성우 - 나가사와 나오
월야화（ウオルヤファ、Weol Ya Hwa）
성우 - 이와이 유키코

### 주요 대적 캐릭터:글레스트헤임의 자객
키오(헤이즈)(キーオ(ヘイズ, Keough / Haze)
성우 - 코야스 타케히토 / 정승욱
지르타스 (Zealotus)
성우 - 스즈키 마리코
제펠(ゼフェル, Zephyr)
성우 - 노자와 나치
다크 로드(ダークロード, Dark Lord)
성우 - 아키모토 요스케

### 그 외
키시나(キシーナ)
성우 - 키시 세이지
호린(ホリン)
성우 - 호리 세이이
히카루(ヒカル)
성우 - 미도리카와 히카루
드라마 CD3에서 등장한 라그나로크 온라인의 폐인 플레이어. 연기하는 미도리카와 히카루 그 자체.